# I'm Not the Only One (Sam Smith)
I'm Not the Only One è un singolo del cantautore britannico Sam Smith, pubblicato il 31 agosto 2014 come quarto estratto dal primo album in studio In the Lonely Hour.

## Descrizione
Il brano è stato scritto dallo stesso Sam Smith insieme a Jimmy Napes, ed è stato prodotto da quest'ultimo e da Steve Fitzmaurice.  Il cantante ha spiegato il processo di scrittura del brano e il suo significato:

## Altre versioni
Il 29 agosto 2024, Smith ha rilasciato una nuova versione del brano in collaborazione con la cantante sudcoreana Taeyeon per celebrare il decimo anniversario del brano. Il 9 settembre 2014 è stato prodotto anche un remix ufficiale del brano, in cui sono presenti due strofe del rapper statunitense ASAP Rocky.
Nel giugno 2024 Smith ha eseguito la canzone dal vivo con la cantante Alicia Keys a New York. I due artisti hanno riregistrato la canzone per l'edizione del decimo anniversario di In the Lonely Hour, pubblicata il 2 agosto 2024.

## Video musicale
Il video musicale è stato pubblicato il 1º agosto 2014 su YouTube e ha ottenuto un grande successo, infatti il 2 aprile 2018 ha raggiunto il traguardo di un miliardo di visualizzazioni. Il video vede la partecipazione di Dianna Agron nei panni di una sposa infelice del proprio matrimonio e di Chris Messina, uomo amato ma che le causa dolore per non poter vivere liberamente il proprio amore.

## Successo commerciale
Il singolo ha raggiunto la posizione numero tre nella classifica Official Singles Chart del Regno Unito e la numero cinque nella Billboard Hot 100.

## Classifiche

### Classifiche settimanali
| Classifica (2014-15) | Posizione massima |
| -------------------- | ----------------- |
| Australia            | 11                |
| Austria              | 15                |
| Belgio (Fiandre)     | 13                |
| Belgio (Vallonia)    | 2                 |
| Canada               | 2                 |
| Danimarca            | 5                 |
| Finlandia            | 29                |
| Francia              | 13                |
| Germania             | 39                |
| Italia               | 10                |
| Lussemburgo          | 9                 |
| Norvegia             | 21                |
| Nuova Zelanda        | 3                 |
| Paesi Bassi          | 3                 |
| Portogallo           | 5                 |
| Regno Unito          | 3                 |
| Spagna               | 16                |
| Stati Uniti          | 5                 |
| Svezia               | 13                |
| Svizzera             | 12                |